# Mehdi Hairi Yazdi
Mehdi Hairi Yazdi (* 1923 in Qom; † 8. Juli 1999 in Teheran; persisch مهدی حائری یزدی) war ein iranischer Religionsgelehrter und als Philosoph Vertreter der modernen islamischen Philosophie. Mehid Hairi Yazdi war der Sohn von Abdolkarim Haeri Yazdi, dem Gründer der islamischen Schulen von Qom.

## Biografie
Yazdi studierte und lehrte bis 1979 in den Vereinigten Staaten und in Kanada, u. a. als Schüler von William K. Frankena. Dadurch erwarb er eine umfassende Kenntnis neuerer europäischer und amerikanischer Philosophen, darunter David Hume, Immanuel Kant, Bertrand Russell, George Edward Moore, Ludwig Wittgenstein und William James. Dies ermöglichte ihm ein systematisches Studium islamischer Autoren wie Avicenna, Mulla Sadra und Suhrawardi, durch das er deren Ideen systematisch rekonstruierte und teilweise auch weiterentwickelte. 1979 kehrte Yazdi in den Iran zurück. Yazdi beschäftigte sich ausführlich mit Traditionen illuminationistischer Theoretiker. Vor allem in seiner Monographie über Prinzipien der islamischen Erkenntnistheorie entwickelt er diese weiter, bringt sie in Kontakt mit zeitgenössischen Fragestellungen analytischer Selbstbewusstseins- und Erkenntnistheorien und versucht eine eigenständige Alternative auszuarbeiten.
Yazdi war Mitglied im Internationalen Ethikrat des Kennedy Institute of Bioethics an der Georgetown University, einer von mehreren Stationen, an denen er seinem Interesse an interkulturellen Fragen auch in institutionellem und politischem Rahmen nachging. Überhaupt war Yazdi politisch sehr aktiv; er stand in Kontakt mit vielen iranischen Ajatollahs und bemühte sich um die Entwicklung einer modernen schiitischen Staatslehre.
1979 ernannte ihn Ruhollah Chomeini zu seinem Geschäftsträger in Washington, D.C. Im Sommer 1980 verließ er diesen Posten. In dieser Amtsperiode begann die Geiselnahme von Teheran (4. November 1979 bis zum 20. Januar 1981), welche zugunsten des Kabinett Reagan instrumentalisiert werden konnte. Vom Kabinett Carter wurde er nicht akkreditiert.

## Werke
- The Principles of Epistemology in Islamic Philosophy, State University of New York Press, Albany 1992
- Hekmat va Hokumat. Shadi Publishing 1995.
- Islam and the Universal Declaration of Human Rights, the yearbook of the Shiite school of thought, 4, 1341, 67–76.
- Patterns of Clerical Political Behavior in Postwar Iran, 1941-53, Middle Eastern Studies 26/3 (1990).